# Grayson (Louisiana)
Grayson és una població dels Estats Units a l'estat de Louisiana. Segons el cens del 2007 tenia 5.221 habitants.

## Demografia
Segons el cens del 2000, Grayson tenia 531 habitants, 227 habitatges, i 167 famílies. La densitat de població era de 161,4 habitants/km².
Dels 227 habitatges en un 32,2% hi vivien nens de menys de 18 anys, en un 47,1% hi vivien parelles casades, en un 22,5% dones solteres, i en un 26,4% no eren unitats familiars. En el 25,1% dels habitatges hi vivien persones soles el 13,7% de les quals corresponia a persones de 65 anys o més que vivien soles. El nombre mitjà de persones vivint en cada habitatge era de 2,34 i el nombre mitjà de persones que vivien en cada família era de 2,78.
Per edats la població es repartia de la següent manera: un 26,2% tenia menys de 18 anys, un 9,4% entre 18 i 24, un 23% entre 25 i 44, un 25,2% de 45 a 60 i un 16,2% 65 anys o més.
L'edat mediana era de 38 anys. Per cada 100 dones de 18 o més anys hi havia 70,4 homes.
La renda mediana per habitatge era de 28.125 $ i la renda mediana per família de 33.250 $. Els homes tenien una renda mediana de 30.556 $ mentre que les dones 20.536 $. La renda per capita de la població era de 14.491 $. Entorn del 23,2% de les famílies i el 25,6% de la població estaven per davall del llindar de pobresa.

## Poblacions més properes
El següent diagrama mostra les poblacions més properes.